# 津市立雲林院小学校
津市立雲林院小学校（つしりつうじいしょうがっこう）は三重県津市芸濃町雲林院にあった公立小学校。

## 教育目標
自分、友達、学校、地域が好きな子どもの育成

## 校歌
作詞：横山利明、補作：八木橋雄次郎、作曲：鈴木比呂司

## 沿革
- 1875年（明治8年）12月5日 - 溝淵寺に雲林院学校設立。
- 1879年（明治12年）7月20日 - 雲林院字堀603-4番地に校舎を製作。
- 1892年（明治25年）7月10日 - 雲林院尋常小学校と校名を変更。
- 1914年（大正3年）4月15日 - 雲林院字堀602番地に校舎を増築。
- 1916年（大正5年）11月10日 - 字堀566番地に校舎を建築。
- 1928年（昭和3年）3月31日 - 雲林院尋常高等小学校と校名を変更。
- 1941年（昭和16年）4月1日 - 雲林院村国民学校と校名を変更。
- 1947年（昭和22年）4月1日 - 雲林院村立雲林院小学校と校名を変更。運動場拡張（～1951年（昭和26年））
- 1954年（昭和29年）4月4日 - 講堂を建築。
- 1955年（昭和30年）4月5日 - 西校舎と北校舎(木造)を新築。
- 1956年（昭和31年）10月1日 - 芸濃町立雲林院小学校と校名を変更。
- 1965年（昭和40年）12月5日 - 校歌を制定。
- 1971年（昭和46年）4月5日 - 用務員室を改築した。
- 1973年（昭和48年）3月31日 - 宿直室を廃し、保健室に改造した。
- 1979年（昭和54年）3月20日 - 現校舎(鉄筋3階)及び運動場落成
- 1980年（昭和55年）3月 - 体育館落成（3月）プール落成（7月）
- 1985年（昭和60年）4月1日 - 町立河内小学校の廃校に伴い、河内地区を校区に加える。
- 1991年（平成3年）8月 - 飼育小屋新設（3月）運動場整備（4月）調理室改造（9月）
- 1999年（平成11年）6月 - 空調設備設置（校長室・保健室・職員室など）
- 2000年（平成12年）8月 - 視聴覚室に空調設備、学級児童数分のパソコンを設置。
- 2004年（平成16年）8月 - 校舎の耐震工事・再塗装を実施。
- 2005年（平成17年）3月 - 図書室に空調設備設置
- 2006年（平成18年）1月 - 津市立雲林院小学校と校名を変更
- 2010年（平成22年）2月 - 体育館の耐震補強工事を実施
- 2012年（平成24年）3月 - 芸濃小学校に統合され廃校[1]。

## 年間行事
- 4月 - 入学式
- 5月 - 修学旅行
- 7月 - キャンプ
- 9月 - 運動会
- 10月 - 秋の遠足
- 11月 - 社会見学
- 12月 - マラソン大会
- 3月 - 6年生を送る会 卒業証書授与式

## 交通アクセス
- 地図